# Semaine internationale Coppi et Bartali 2024
La 39e édition de la Semaine internationale Coppi et Bartali (en italien : Settimana internazionale di Coppi e Bartali 2024) a lieu du 19 au 23 mars 2024. La course fait partie du calendrier UCI Europe Tour 2024 en catégorie 2.1. 

## Équipes
| WorldTeams (4)- EF Education-EasyPost - Team Jayco AlUla - Team Visma \| Lease a Bike - UAE Team Emirates ProTeams (8)- Bingoal WB - Lotto Dstny - Q36.5 Pro Cycling Team - TDT-Unibet - Corratec-Vini Fantini - Polti Kometa - Tudor Pro Cycling Team - VF Group-Bardiani CSF-Faizané Équipes continentales (9)- Arkéa-B&B Hôtels Continentale - Petrolike - General Store-Essegibi-F.Lli Curia - GW Erco Shimano - JCL Team Ukyo - MG.K Vis Colors For Peace - MBH Bank Colpack Ballan - Team Technipes #inEmiliaRomagna - Work Service-Vitalcare-Dynatek |
| |

## Étapes
| Étape     | Date    | Villes étapes                   | type | Distance (km) | Dénivelé (m) | Vainqueur d'étape | Leader du classement général |
| --------- | ------- | ------------------------------- | ---- | ------------- | ------------ | ----------------- | ---------------------------- |
| 1re étape | 19 mars | Pesaro – Pesaro                 |      | 109,7         | 1 552 m      | Marco Brenner     | Marco Brenner                |
| 2e étape  | 20 mars | Riccione – Sogliano al Rubicone |      | 156,5         | 3 083 m      | Diego Ulissi      | Diego Ulissi                 |
| 3e étape  | 21 mars | Riccione – Riccione             |      | 134,5         | 2 730 m      | Koen Bouwman      | Koen Bouwman                 |
| 4e étape  | 22 mars | Brisighella – Brisighella       |      | 150,7         | 2 215 m      | Archie Ryan       | Koen Bouwman                 |
| 5e étape  | 23 mars | Forlì – Forlì                   |      | 157,9         | 2 950 m      | Jenno Berckmoes   | Koen Bouwman                 |

## Déroulement de la course

### 1reétape
| \| Classement de l'étape \| Classement de l'étape \| Classement de l'étape \| Classement de l'étape \| Classement de l'étape \| \| Coureur \| Coureur \| Pays \| Équipe \| Temps \| \| --------------------- \| --------------------- \| --------------------- \| -------------------------- \| --------------------- \| \| 1er \| Marco Brenner \| Allemagne \| Tudor Pro Cycling Team \| 2 h 30 min 38 s \| \| 2e \| Matteo Malucelli \| Italie \| JCLTeam Ukyo \| + 1 s \| \| 3e \| Jenno Berckmoes \| Belgique \| Lotto Dstny \| + 1 s \| \| 4e \| Koen Bouwman \| Pays-Bas \| Team Visma \\| Lease a Bike \| + 1 s \| \| 5e \| Hartthijs de Vries \| Pays-Bas \| TDT-Unibet \| + 1 s \| \| 6e \| Davide De Pretto \| Italie \| Team Jayco AlUla \| + 1 s \| \| 7e \| Diego Ulissi \| Italie \| UAE Team Emirates \| + 1 s \| \| 8e \| Kristian Sbaragli \| Italie \| Team Corratec-Vini Fantini \| + 1 s \| \| 9e \| Diego Pablo Sevilla \| Espagne \| Team Polti Kometa \| + 1 s \| \| 10e \| Gianluca Brambilla \| Italie \| Q36.5 Pro Cycling Team \| + 1 s \| |                     |           |                            |                 |
| |                     |           |                            |                 |
| Source : ProCyclingStats |                     |           |                            |                 |
| Classement de l'étape |                     |           |                            |                 |
| Coureur | Coureur             | Pays      | Équipe                     | Temps           |
| 1er | Marco Brenner       | Allemagne | Tudor Pro Cycling Team     | 2 h 30 min 38 s |
| 2e | Matteo Malucelli    | Italie    | JCLTeam Ukyo               | + 1 s           |
| 3e | Jenno Berckmoes     | Belgique  | Lotto Dstny                | + 1 s           |
| 4e | Koen Bouwman        | Pays-Bas  | Team Visma \| Lease a Bike | + 1 s           |
| 5e | Hartthijs de Vries  | Pays-Bas  | TDT-Unibet                 | + 1 s           |
| 6e | Davide De Pretto    | Italie    | Team Jayco AlUla           | + 1 s           |
| 7e | Diego Ulissi        | Italie    | UAE Team Emirates          | + 1 s           |
| 8e | Kristian Sbaragli   | Italie    | Team Corratec-Vini Fantini | + 1 s           |
| 9e | Diego Pablo Sevilla | Espagne   | Team Polti Kometa          | + 1 s           |
| 10e | Gianluca Brambilla  | Italie    | Q36.5 Pro Cycling Team     | + 1 s           |

| \| Classement général \| Classement général \| Classement général \| Classement général \| Classement général \| \| Coureur \| Coureur \| Pays \| Équipe \| Temps \| \| ------------------ \| ------------------- \| ------------------ \| -------------------------- \| ------------------ \| \| 1er \| Marco Brenner \| Allemagne \| Tudor Pro Cycling Team \| 2 h 30 min 28 s \| \| 2e \| Matteo Malucelli \| Italie \| JCLTeam Ukyo \| + 5 s \| \| 3e \| Jenno Berckmoes \| Belgique \| Lotto Dstny \| + 7 s \| \| 4e \| Koen Bouwman \| Pays-Bas \| Team Visma \\| Lease a Bike \| + 11 s \| \| 5e \| Hartthijs de Vries \| Pays-Bas \| TDT-Unibet \| + 11 s \| \| 6e \| Davide De Pretto \| Italie \| Team Jayco AlUla \| + 11 s \| \| 7e \| Diego Ulissi \| Italie \| UAE Team Emirates \| + 11 s \| \| 8e \| Kristian Sbaragli \| Italie \| Team Corratec-Vini Fantini \| + 11 s \| \| 9e \| Diego Pablo Sevilla \| Espagne \| Team Polti Kometa \| + 11 s \| \| 10e \| Gianluca Brambilla \| Italie \| Q36.5 Pro Cycling Team \| + 11 s \| |                     |           |                            |                 |
| |                     |           |                            |                 |
| Source : ProCyclingStats |                     |           |                            |                 |
| Classement général |                     |           |                            |                 |
| Coureur | Coureur             | Pays      | Équipe                     | Temps           |
| 1er | Marco Brenner       | Allemagne | Tudor Pro Cycling Team     | 2 h 30 min 28 s |
| 2e | Matteo Malucelli    | Italie    | JCLTeam Ukyo               | + 5 s           |
| 3e | Jenno Berckmoes     | Belgique  | Lotto Dstny                | + 7 s           |
| 4e | Koen Bouwman        | Pays-Bas  | Team Visma \| Lease a Bike | + 11 s          |
| 5e | Hartthijs de Vries  | Pays-Bas  | TDT-Unibet                 | + 11 s          |
| 6e | Davide De Pretto    | Italie    | Team Jayco AlUla           | + 11 s          |
| 7e | Diego Ulissi        | Italie    | UAE Team Emirates          | + 11 s          |
| 8e | Kristian Sbaragli   | Italie    | Team Corratec-Vini Fantini | + 11 s          |
| 9e | Diego Pablo Sevilla | Espagne   | Team Polti Kometa          | + 11 s          |
| 10e | Gianluca Brambilla  | Italie    | Q36.5 Pro Cycling Team     | + 11 s          |

### 2eétape
| \| Classement de l'étape \| Classement de l'étape \| Classement de l'étape \| Classement de l'étape \| Classement de l'étape \| \| Coureur \| Coureur \| Pays \| Équipe \| Temps \| \| --------------------- \| --------------------- \| --------------------- \| ----------------------------- \| --------------------- \| \| 1er \| Diego Ulissi \| Italie \| UAE Team Emirates \| 3 h 55 min 31 s \| \| 2e \| Davide De Pretto \| Italie \| Team Jayco AlUla \| + 0 s \| \| 3e \| Archie Ryan \| Irlande \| EF Education-EasyPost \| + 0 s \| \| 4e \| Sylvain Moniquet \| Belgique \| Lotto Dstny \| + 0 s \| \| 5e \| Milan Vader \| Pays-Bas \| Team Visma \\| Lease a Bike \| + 0 s \| \| 6e \| Koen Bouwman \| Pays-Bas \| Team Visma \\| Lease a Bike \| + 0 s \| \| 7e \| Gianluca Brambilla \| Italie \| Q36.5 Pro Cycling Team \| + 0 s \| \| 8e \| Adam Ťoupalík \| Tchéquie \| TDT-Unibet \| + 0 s \| \| 9e \| Domenico Pozzovivo \| Italie \| VF Group-Bardiani CSF-Faizanè \| + 0 s \| \| 10e \| Giovanni Carboni \| Italie \| JCLTeam Ukyo \| + 0 s \| |                    |          |                               |                 |
| |                    |          |                               |                 |
| Source : ProCyclingStats |                    |          |                               |                 |
| Classement de l'étape |                    |          |                               |                 |
| Coureur | Coureur            | Pays     | Équipe                        | Temps           |
| 1er | Diego Ulissi       | Italie   | UAE Team Emirates             | 3 h 55 min 31 s |
| 2e | Davide De Pretto   | Italie   | Team Jayco AlUla              | + 0 s           |
| 3e | Archie Ryan        | Irlande  | EF Education-EasyPost         | + 0 s           |
| 4e | Sylvain Moniquet   | Belgique | Lotto Dstny                   | + 0 s           |
| 5e | Milan Vader        | Pays-Bas | Team Visma \| Lease a Bike    | + 0 s           |
| 6e | Koen Bouwman       | Pays-Bas | Team Visma \| Lease a Bike    | + 0 s           |
| 7e | Gianluca Brambilla | Italie   | Q36.5 Pro Cycling Team        | + 0 s           |
| 8e | Adam Ťoupalík      | Tchéquie | TDT-Unibet                    | + 0 s           |
| 9e | Domenico Pozzovivo | Italie   | VF Group-Bardiani CSF-Faizanè | + 0 s           |
| 10e | Giovanni Carboni   | Italie   | JCLTeam Ukyo                  | + 0 s           |

| \| Classement général \| Classement général \| Classement général \| Classement général \| Classement général \| \| Coureur \| Coureur \| Pays \| Équipe \| Temps \| \| ------------------ \| ------------------ \| ------------------ \| ----------------------------- \| ------------------ \| \| 1er \| Diego Ulissi \| Italie \| UAE Team Emirates \| 6 h 26 min 00 s \| \| 2e \| Davide De Pretto \| Italie \| Team Jayco AlUla \| + 7 s \| \| 3e \| Archie Ryan \| Irlande \| EF Education-EasyPost \| + 9 s \| \| 4e \| Koen Bouwman \| Pays-Bas \| Team Visma \\| Lease a Bike \| + 13 s \| \| 5e \| Gianluca Brambilla \| Italie \| Q36.5 Pro Cycling Team \| + 13 s \| \| 6e \| Sylvain Moniquet \| Belgique \| Lotto Dstny \| + 13 s \| \| 7e \| Milan Vader \| Pays-Bas \| Team Visma \\| Lease a Bike \| + 13 s \| \| 8e \| Adam Ťoupalík \| Tchéquie \| TDT-Unibet \| + 17 s \| \| 9e \| Jenno Berckmoes \| Belgique \| Lotto Dstny \| + 18 s \| \| 10e \| Domenico Pozzovivo \| Italie \| VF Group-Bardiani CSF-Faizanè \| + 18 s \| |                    |          |                               |                 |
| |                    |          |                               |                 |
| Source : ProCyclingStats |                    |          |                               |                 |
| Classement général |                    |          |                               |                 |
| Coureur | Coureur            | Pays     | Équipe                        | Temps           |
| 1er | Diego Ulissi       | Italie   | UAE Team Emirates             | 6 h 26 min 00 s |
| 2e | Davide De Pretto   | Italie   | Team Jayco AlUla              | + 7 s           |
| 3e | Archie Ryan        | Irlande  | EF Education-EasyPost         | + 9 s           |
| 4e | Koen Bouwman       | Pays-Bas | Team Visma \| Lease a Bike    | + 13 s          |
| 5e | Gianluca Brambilla | Italie   | Q36.5 Pro Cycling Team        | + 13 s          |
| 6e | Sylvain Moniquet   | Belgique | Lotto Dstny                   | + 13 s          |
| 7e | Milan Vader        | Pays-Bas | Team Visma \| Lease a Bike    | + 13 s          |
| 8e | Adam Ťoupalík      | Tchéquie | TDT-Unibet                    | + 17 s          |
| 9e | Jenno Berckmoes    | Belgique | Lotto Dstny                   | + 18 s          |
| 10e | Domenico Pozzovivo | Italie   | VF Group-Bardiani CSF-Faizanè | + 18 s          |

### 3eétape
| \| Classement de l'étape \| Classement de l'étape \| Classement de l'étape \| Classement de l'étape \| Classement de l'étape \| \| Coureur \| Coureur \| Pays \| Équipe \| Temps \| \| --------------------- \| --------------------- \| --------------------- \| -------------------------- \| --------------------- \| \| 1er \| Koen Bouwman \| Pays-Bas \| Team Visma \\| Lease a Bike \| 3 h 16 min 36 s \| \| 2e \| Louka Matthys \| Belgique \| Bingoal WB \| + 0 s \| \| 3e \| Jenno Berckmoes \| Belgique \| Lotto Dstny \| + 13 s \| \| 4e \| Giovanni Carboni \| Italie \| JCLTeam Ukyo \| + 13 s \| \| 5e \| Gianluca Brambilla \| Italie \| Q36.5 Pro Cycling Team \| + 13 s \| \| 6e \| Davide De Pretto \| Italie \| Team Jayco AlUla \| + 13 s \| \| 7e \| Adam Ťoupalík \| Tchéquie \| TDT-Unibet \| + 13 s \| \| 8e \| Sylvain Moniquet \| Belgique \| Lotto Dstny \| + 13 s \| \| 9e \| Thomas Pesenti \| Italie \| JCLTeam Ukyo \| + 13 s \| \| 10e \| Mathys Rondel \| France \| Tudor Pro Cycling Team \| + 13 s \| |                    |          |                            |                 |
| |                    |          |                            |                 |
| Source : ProCyclingStats |                    |          |                            |                 |
| Classement de l'étape |                    |          |                            |                 |
| Coureur | Coureur            | Pays     | Équipe                     | Temps           |
| 1er | Koen Bouwman       | Pays-Bas | Team Visma \| Lease a Bike | 3 h 16 min 36 s |
| 2e | Louka Matthys      | Belgique | Bingoal WB                 | + 0 s           |
| 3e | Jenno Berckmoes    | Belgique | Lotto Dstny                | + 13 s          |
| 4e | Giovanni Carboni   | Italie   | JCLTeam Ukyo               | + 13 s          |
| 5e | Gianluca Brambilla | Italie   | Q36.5 Pro Cycling Team     | + 13 s          |
| 6e | Davide De Pretto   | Italie   | Team Jayco AlUla           | + 13 s          |
| 7e | Adam Ťoupalík      | Tchéquie | TDT-Unibet                 | + 13 s          |
| 8e | Sylvain Moniquet   | Belgique | Lotto Dstny                | + 13 s          |
| 9e | Thomas Pesenti     | Italie   | JCLTeam Ukyo               | + 13 s          |
| 10e | Mathys Rondel      | France   | Tudor Pro Cycling Team     | + 13 s          |

| \| Classement général \| Classement général \| Classement général \| Classement général \| Classement général \| \| Coureur \| Coureur \| Pays \| Équipe \| Temps \| \| ------------------ \| ------------------ \| ------------------ \| ----------------------------- \| ------------------ \| \| 1er \| Koen Bouwman \| Pays-Bas \| Team Visma \\| Lease a Bike \| 9 h 42 min 39 s \| \| 2e \| Diego Ulissi \| Italie \| UAE Team Emirates \| + 10 s \| \| 3e \| Louka Matthys \| Belgique \| Bingoal WB \| + 13 s \| \| 4e \| Davide De Pretto \| Italie \| Team Jayco AlUla \| + 17 s \| \| 5e \| Archie Ryan \| Irlande \| EF Education-EasyPost \| + 19 s \| \| 6e \| Gianluca Brambilla \| Italie \| Q36.5 Pro Cycling Team \| + 23 s \| \| 7e \| Sylvain Moniquet \| Belgique \| Lotto Dstny \| + 23 s \| \| 8e \| Jenno Berckmoes \| Belgique \| Lotto Dstny \| + 24 s \| \| 9e \| Adam Ťoupalík \| Tchéquie \| TDT-Unibet \| + 27 s \| \| 10e \| Domenico Pozzovivo \| Italie \| VF Group-Bardiani CSF-Faizanè \| + 28 s \| |                    |          |                               |                 |
| |                    |          |                               |                 |
| Source : ProCyclingStats |                    |          |                               |                 |
| Classement général |                    |          |                               |                 |
| Coureur | Coureur            | Pays     | Équipe                        | Temps           |
| 1er | Koen Bouwman       | Pays-Bas | Team Visma \| Lease a Bike    | 9 h 42 min 39 s |
| 2e | Diego Ulissi       | Italie   | UAE Team Emirates             | + 10 s          |
| 3e | Louka Matthys      | Belgique | Bingoal WB                    | + 13 s          |
| 4e | Davide De Pretto   | Italie   | Team Jayco AlUla              | + 17 s          |
| 5e | Archie Ryan        | Irlande  | EF Education-EasyPost         | + 19 s          |
| 6e | Gianluca Brambilla | Italie   | Q36.5 Pro Cycling Team        | + 23 s          |
| 7e | Sylvain Moniquet   | Belgique | Lotto Dstny                   | + 23 s          |
| 8e | Jenno Berckmoes    | Belgique | Lotto Dstny                   | + 24 s          |
| 9e | Adam Ťoupalík      | Tchéquie | TDT-Unibet                    | + 27 s          |
| 10e | Domenico Pozzovivo | Italie   | VF Group-Bardiani CSF-Faizanè | + 28 s          |

### 4eétape
| \| Classement de l'étape \| Classement de l'étape \| Classement de l'étape \| Classement de l'étape \| Classement de l'étape \| \| Coureur \| Coureur \| Pays \| Équipe \| Temps \| \| --------------------- \| --------------------- \| --------------------- \| -------------------------- \| --------------------- \| \| 1er \| Archie Ryan \| Irlande \| EF Education-EasyPost \| 3 h 32 min 40 s \| \| 2e \| Jenno Berckmoes \| Belgique \| Lotto Dstny \| + 0 s \| \| 3e \| Adam Ťoupalík \| Tchéquie \| TDT-Unibet \| + 0 s \| \| 4e \| Lukas Nerurkar \| Royaume-Uni \| EF Education-EasyPost \| + 0 s \| \| 5e \| Davide De Pretto \| Italie \| Team Jayco AlUla \| + 0 s \| \| 6e \| Diego Ulissi \| Italie \| UAE Team Emirates \| + 0 s \| \| 7e \| Koen Bouwman \| Pays-Bas \| Team Visma \\| Lease a Bike \| + 0 s \| \| 8e \| Sylvain Moniquet \| Belgique \| Lotto Dstny \| + 0 s \| \| 9e \| Sergio Meris \| Italie \| MBH Bank Colpack Ballan \| + 0 s \| \| 10e \| Paul Double \| Royaume-Uni \| Team Polti Kometa \| + 4 s \| |                  |             |                            |                 |
| |                  |             |                            |                 |
| Source : ProCyclingStats |                  |             |                            |                 |
| Classement de l'étape |                  |             |                            |                 |
| Coureur | Coureur          | Pays        | Équipe                     | Temps           |
| 1er | Archie Ryan      | Irlande     | EF Education-EasyPost      | 3 h 32 min 40 s |
| 2e | Jenno Berckmoes  | Belgique    | Lotto Dstny                | + 0 s           |
| 3e | Adam Ťoupalík    | Tchéquie    | TDT-Unibet                 | + 0 s           |
| 4e | Lukas Nerurkar   | Royaume-Uni | EF Education-EasyPost      | + 0 s           |
| 5e | Davide De Pretto | Italie      | Team Jayco AlUla           | + 0 s           |
| 6e | Diego Ulissi     | Italie      | UAE Team Emirates          | + 0 s           |
| 7e | Koen Bouwman     | Pays-Bas    | Team Visma \| Lease a Bike | + 0 s           |
| 8e | Sylvain Moniquet | Belgique    | Lotto Dstny                | + 0 s           |
| 9e | Sergio Meris     | Italie      | MBH Bank Colpack Ballan    | + 0 s           |
| 10e | Paul Double      | Royaume-Uni | Team Polti Kometa          | + 4 s           |

| \| Classement général \| Classement général \| Classement général \| Classement général \| Classement général \| \| Coureur \| Coureur \| Pays \| Équipe \| Temps \| \| ------------------ \| ------------------ \| ------------------ \| ----------------------------- \| ------------------ \| \| 1er \| Koen Bouwman \| Pays-Bas \| Team Visma \\| Lease a Bike \| 13 h 15 min 19 s \| \| 2e \| Archie Ryan \| Irlande \| EF Education-EasyPost \| + 9 s \| \| 3e \| Diego Ulissi \| Italie \| UAE Team Emirates \| + 10 s \| \| 4e \| Davide De Pretto \| Italie \| Team Jayco AlUla \| + 17 s \| \| 5e \| Jenno Berckmoes \| Belgique \| Lotto Dstny \| + 18 s \| \| 6e \| Sylvain Moniquet \| Belgique \| Lotto Dstny \| + 23 s \| \| 7e \| Adam Ťoupalík \| Tchéquie \| TDT-Unibet \| + 23 s \| \| 8e \| Domenico Pozzovivo \| Italie \| VF Group-Bardiani CSF-Faizanè \| + 32 s \| \| 9e \| Thomas Pesenti \| Italie \| JCLTeam Ukyo \| + 32 s \| \| 10e \| Floris De Tier \| Belgique \| Bingoal WB \| + 32 s \| |                    |          |                               |                  |
| |                    |          |                               |                  |
| Source : ProCyclingStats |                    |          |                               |                  |
| Classement général |                    |          |                               |                  |
| Coureur | Coureur            | Pays     | Équipe                        | Temps            |
| 1er | Koen Bouwman       | Pays-Bas | Team Visma \| Lease a Bike    | 13 h 15 min 19 s |
| 2e | Archie Ryan        | Irlande  | EF Education-EasyPost         | + 9 s            |
| 3e | Diego Ulissi       | Italie   | UAE Team Emirates             | + 10 s           |
| 4e | Davide De Pretto   | Italie   | Team Jayco AlUla              | + 17 s           |
| 5e | Jenno Berckmoes    | Belgique | Lotto Dstny                   | + 18 s           |
| 6e | Sylvain Moniquet   | Belgique | Lotto Dstny                   | + 23 s           |
| 7e | Adam Ťoupalík      | Tchéquie | TDT-Unibet                    | + 23 s           |
| 8e | Domenico Pozzovivo | Italie   | VF Group-Bardiani CSF-Faizanè | + 32 s           |
| 9e | Thomas Pesenti     | Italie   | JCLTeam Ukyo                  | + 32 s           |
| 10e | Floris De Tier     | Belgique | Bingoal WB                    | + 32 s           |

### 5eétape
| \| Classement de l'étape \| Classement de l'étape \| Classement de l'étape \| Classement de l'étape \| Classement de l'étape \| \| Coureur \| Coureur \| Pays \| Équipe \| Temps \| \| --------------------- \| --------------------- \| --------------------- \| ----------------------------- \| --------------------- \| \| 1er \| Jenno Berckmoes \| Belgique \| Lotto Dstny \| 4 h 20 min 25 s \| \| 2e \| Lukas Nerurkar \| Royaume-Uni \| EF Education-EasyPost \| + 0 s \| \| 3e \| Davide De Pretto \| Italie \| Team Jayco AlUla \| + 0 s \| \| 4e \| Giovanni Carboni \| Italie \| JCLTeam Ukyo \| + 0 s \| \| 5e \| Gianluca Brambilla \| Italie \| Q36.5 Pro Cycling Team \| + 0 s \| \| 6e \| Alessandro Pinarello \| Italie \| VF Group-Bardiani CSF-Faizanè \| + 0 s \| \| 7e \| Marco Brenner \| Allemagne \| Tudor Pro Cycling Team \| + 0 s \| \| 8e \| Thomas Pesenti \| Italie \| JCLTeam Ukyo \| + 0 s \| \| 9e \| Alessio Martinelli \| Italie \| VF Group-Bardiani CSF-Faizanè \| + 0 s \| \| 10e \| Diego Ulissi \| Italie \| UAE Team Emirates \| + 0 s \| |                      |             |                               |                 |
| |                      |             |                               |                 |
| Source : ProCyclingStats |                      |             |                               |                 |
| Classement de l'étape |                      |             |                               |                 |
| Coureur | Coureur              | Pays        | Équipe                        | Temps           |
| 1er | Jenno Berckmoes      | Belgique    | Lotto Dstny                   | 4 h 20 min 25 s |
| 2e | Lukas Nerurkar       | Royaume-Uni | EF Education-EasyPost         | + 0 s           |
| 3e | Davide De Pretto     | Italie      | Team Jayco AlUla              | + 0 s           |
| 4e | Giovanni Carboni     | Italie      | JCLTeam Ukyo                  | + 0 s           |
| 5e | Gianluca Brambilla   | Italie      | Q36.5 Pro Cycling Team        | + 0 s           |
| 6e | Alessandro Pinarello | Italie      | VF Group-Bardiani CSF-Faizanè | + 0 s           |
| 7e | Marco Brenner        | Allemagne   | Tudor Pro Cycling Team        | + 0 s           |
| 8e | Thomas Pesenti       | Italie      | JCLTeam Ukyo                  | + 0 s           |
| 9e | Alessio Martinelli   | Italie      | VF Group-Bardiani CSF-Faizanè | + 0 s           |
| 10e | Diego Ulissi         | Italie      | UAE Team Emirates             | + 0 s           |

## Classements finals

### Classement général final
| \| Classement général \| Classement général \| Classement général \| Classement général \| Classement général \| \| Coureur \| Coureur \| Pays \| Équipe \| Temps \| \| ------------------ \| ------------------ \| ------------------ \| ----------------------------- \| ------------------ \| \| 1er \| Koen Bouwman \| Pays-Bas \| Team Visma \\| Lease a Bike \| 17 h 35 min 44 s \| \| 2e \| Archie Ryan \| Irlande \| EF Education-EasyPost \| + 9 s \| \| 3e \| Diego Ulissi \| Italie \| UAE Team Emirates \| + 10 s \| \| 4e \| Davide De Pretto \| Italie \| Team Jayco AlUla \| + 17 s \| \| 5e \| Jenno Berckmoes \| Belgique \| Lotto Dstny \| + 18 s \| \| 6e \| Sylvain Moniquet \| Belgique \| Lotto Dstny \| + 23 s \| \| 7e \| Adam Ťoupalík \| Tchéquie \| TDT-Unibet \| + 23 s \| \| 8e \| Domenico Pozzovivo \| Italie \| VF Group-Bardiani CSF-Faizanè \| + 32 s \| \| 9e \| Giovanni Carboni \| Italie \| JCLTeam Ukyo \| + 34 s \| \| 10e \| Thomas Pesenti \| Italie \| JCLTeam Ukyo \| + 36 s \| |                    |          |                               |                  |
| |                    |          |                               |                  |
| Source : ProCyclingStats |                    |          |                               |                  |
| Classement général |                    |          |                               |                  |
| Coureur | Coureur            | Pays     | Équipe                        | Temps            |
| 1er | Koen Bouwman       | Pays-Bas | Team Visma \| Lease a Bike    | 17 h 35 min 44 s |
| 2e | Archie Ryan        | Irlande  | EF Education-EasyPost         | + 9 s            |
| 3e | Diego Ulissi       | Italie   | UAE Team Emirates             | + 10 s           |
| 4e | Davide De Pretto   | Italie   | Team Jayco AlUla              | + 17 s           |
| 5e | Jenno Berckmoes    | Belgique | Lotto Dstny                   | + 18 s           |
| 6e | Sylvain Moniquet   | Belgique | Lotto Dstny                   | + 23 s           |
| 7e | Adam Ťoupalík      | Tchéquie | TDT-Unibet                    | + 23 s           |
| 8e | Domenico Pozzovivo | Italie   | VF Group-Bardiani CSF-Faizanè | + 32 s           |
| 9e | Giovanni Carboni   | Italie   | JCLTeam Ukyo                  | + 34 s           |
| 10e | Thomas Pesenti     | Italie   | JCLTeam Ukyo                  | + 36 s           |

### Classements annexes
| Classement par points | Classement par points | Classement par points | Classement par points      | Classement par points |
| Coureur               | Coureur               | Pays                  | Équipe                     | Points                |
| --------------------- | --------------------- | --------------------- | -------------------------- | --------------------- |
| 1er                   | Jenno Berckmoes       | Belgique              | Lotto Dstny                | 30 pts                |
| 2e                    | Davide De Pretto      | Italie                | Team Jayco AlUla           | 24 pts                |
| 3e                    | Koen Bouwman          | Pays-Bas              | Team Visma \| Lease a Bike | 20 pts                |
| 4e                    | Archie Ryan           | Irlande               | EF Education-EasyPost      | 16 pts                |
| 5e                    | Diego Ulissi          | Italie                | UAE Team Emirates          | 15 pts                |
| 6e                    | Lukas Nerurkar        | Royaume-Uni           | EF Education-EasyPost      | 13 pts                |
| 7e                    | Marco Brenner         | Allemagne             | Tudor Pro Cycling Team     | 12 pts                |
| 8e                    | Giovanni Carboni      | Italie                | JCLTeam Ukyo               | 10 pts                |
| 9e                    | Gianluca Brambilla    | Italie                | Q36.5 Pro Cycling Team     | 10 pts                |
| 10e                   | Adam Ťoupalík         | Tchéquie              | TDT-Unibet                 | 9 pts                 |

| Classement par points | Classement par points | Classement par points | Classement par points      | Classement par points |
| Coureur               | Coureur               | Pays                  | Équipe                     | Points                |
| --------------------- | --------------------- | --------------------- | -------------------------- | --------------------- |
| 1er                   | Jenno Berckmoes       | Belgique              | Lotto Dstny                | 30 pts                |
| 2e                    | Davide De Pretto      | Italie                | Team Jayco AlUla           | 24 pts                |
| 3e                    | Koen Bouwman          | Pays-Bas              | Team Visma \| Lease a Bike | 20 pts                |
| 4e                    | Archie Ryan           | Irlande               | EF Education-EasyPost      | 16 pts                |
| 5e                    | Diego Ulissi          | Italie                | UAE Team Emirates          | 15 pts                |
| 6e                    | Lukas Nerurkar        | Royaume-Uni           | EF Education-EasyPost      | 13 pts                |
| 7e                    | Marco Brenner         | Allemagne             | Tudor Pro Cycling Team     | 12 pts                |
| 8e                    | Giovanni Carboni      | Italie                | JCLTeam Ukyo               | 10 pts                |
| 9e                    | Gianluca Brambilla    | Italie                | Q36.5 Pro Cycling Team     | 10 pts                |
| 10e                   | Adam Ťoupalík         | Tchéquie              | TDT-Unibet                 | 9 pts                 |

| Classement de la montagne | Classement de la montagne | Classement de la montagne | Classement de la montagne       | Classement de la montagne |
| Coureur                   | Coureur                   | Pays                      | Équipe                          | Points                    |
| ------------------------- | ------------------------- | ------------------------- | ------------------------------- | ------------------------- |
| 1er                       | Manuele Tarozzi           | Italie                    | VF Group-Bardiani CSF-Faizanè   | 51 pts                    |
| 2e                        | Sébastien Reichenbach     | Suisse                    | Tudor Pro Cycling Team          | 28 pts                    |
| 3e                        | Alessandro Fancellu       | Italie                    | Q36.5 Pro Cycling Team          | 16 pts                    |
| 4e                        | Lennert Teugels           | Belgique                  | Bingoal WB                      | 16 pts                    |
| 5e                        | Nariyuki Masuda           | Japon                     | JCLTeam Ukyo                    | 15 pts                    |
| 6e                        | Matteo Scalco             | Italie                    | VF Group-Bardiani CSF-Faizanè   | 10 pts                    |
| 7e                        | Milan Donie               | Belgique                  | Lotto Dstny Development Team    | 10 pts                    |
| 8e                        | Francesco Carollo         | Italie                    | MG.K Vis Colors For Peace       | 9 pts                     |
| 9e                        | Diego Pescador            | Colombie                  | GW Shimano                      | 8 pts                     |
| 10e                       | Emanuele Ansaloni         | Italie                    | Team Technipes #inEmiliaRomagna | 8 pts                     |

| Classement de la montagne | Classement de la montagne | Classement de la montagne | Classement de la montagne       | Classement de la montagne |
| Coureur                   | Coureur                   | Pays                      | Équipe                          | Points                    |
| ------------------------- | ------------------------- | ------------------------- | ------------------------------- | ------------------------- |
| 1er                       | Manuele Tarozzi           | Italie                    | VF Group-Bardiani CSF-Faizanè   | 51 pts                    |
| 2e                        | Sébastien Reichenbach     | Suisse                    | Tudor Pro Cycling Team          | 28 pts                    |
| 3e                        | Alessandro Fancellu       | Italie                    | Q36.5 Pro Cycling Team          | 16 pts                    |
| 4e                        | Lennert Teugels           | Belgique                  | Bingoal WB                      | 16 pts                    |
| 5e                        | Nariyuki Masuda           | Japon                     | JCLTeam Ukyo                    | 15 pts                    |
| 6e                        | Matteo Scalco             | Italie                    | VF Group-Bardiani CSF-Faizanè   | 10 pts                    |
| 7e                        | Milan Donie               | Belgique                  | Lotto Dstny Development Team    | 10 pts                    |
| 8e                        | Francesco Carollo         | Italie                    | MG.K Vis Colors For Peace       | 9 pts                     |
| 9e                        | Diego Pescador            | Colombie                  | GW Shimano                      | 8 pts                     |
| 10e                       | Emanuele Ansaloni         | Italie                    | Team Technipes #inEmiliaRomagna | 8 pts                     |

| Classement du meilleur jeune | Classement du meilleur jeune | Classement du meilleur jeune | Classement du meilleur jeune  | Classement du meilleur jeune |
| Coureur                      | Coureur                      | Pays                         | Équipe                        | Temps                        |
| ---------------------------- | ---------------------------- | ---------------------------- | ----------------------------- | ---------------------------- |
| 1er                          | Archie Ryan                  | Irlande                      | EF Education-EasyPost         | 17 h 35 min 53 s             |
| 2e                           | Davide De Pretto             | Italie                       | Team Jayco AlUla              | + 8 s                        |
| 3e                           | Jenno Berckmoes              | Belgique                     | Lotto Dstny                   | + 9 s                        |
| 4e                           | Mathys Rondel                | France                       | Tudor Pro Cycling Team        | + 27 s                       |
| 5e                           | Giulio Pellizzari            | Italie                       | VF Group-Bardiani CSF-Faizanè | + 27 s                       |
| 6e                           | Johannes Staune-Mittet       | Norvège                      | Team Visma \| Lease a Bike    | + 27 s                       |
| 7e                           | Tijmen Graat                 | Pays-Bas                     | Team Visma \| Lease a Bike    | + 1 min 59 s                 |
| 8e                           | Jarno Widar                  | Belgique                     | Lotto Dstny                   | + 2 min 19 s                 |
| 9e                           | Florian Samuel Kajamini      | Italie                       | MBH Bank Colpack Ballan       | + 2 min 36 s                 |
| 10e                          | Diego Pescador               | Colombie                     | GW Shimano                    | + 2 min 36 s                 |

| Classement du meilleur jeune | Classement du meilleur jeune | Classement du meilleur jeune | Classement du meilleur jeune  | Classement du meilleur jeune |
| Coureur                      | Coureur                      | Pays                         | Équipe                        | Temps                        |
| ---------------------------- | ---------------------------- | ---------------------------- | ----------------------------- | ---------------------------- |
| 1er                          | Archie Ryan                  | Irlande                      | EF Education-EasyPost         | 17 h 35 min 53 s             |
| 2e                           | Davide De Pretto             | Italie                       | Team Jayco AlUla              | + 8 s                        |
| 3e                           | Jenno Berckmoes              | Belgique                     | Lotto Dstny                   | + 9 s                        |
| 4e                           | Mathys Rondel                | France                       | Tudor Pro Cycling Team        | + 27 s                       |
| 5e                           | Giulio Pellizzari            | Italie                       | VF Group-Bardiani CSF-Faizanè | + 27 s                       |
| 6e                           | Johannes Staune-Mittet       | Norvège                      | Team Visma \| Lease a Bike    | + 27 s                       |
| 7e                           | Tijmen Graat                 | Pays-Bas                     | Team Visma \| Lease a Bike    | + 1 min 59 s                 |
| 8e                           | Jarno Widar                  | Belgique                     | Lotto Dstny                   | + 2 min 19 s                 |
| 9e                           | Florian Samuel Kajamini      | Italie                       | MBH Bank Colpack Ballan       | + 2 min 36 s                 |
| 10e                          | Diego Pescador               | Colombie                     | GW Shimano                    | + 2 min 36 s                 |

| Classement par équipes | Classement par équipes        | Classement par équipes | Classement par équipes |
| Équipe                 | Équipe                        | Pays                   | Temps                  |
| ---------------------- | ----------------------------- | ---------------------- | ---------------------- |
| 1re                    | Lotto Dstny                   | Belgique               | 52 h 48 min 46 s       |
| 2e                     | VF Group-Bardiani CSF-Faizané | Italie                 | + 10 s                 |
| 3e                     | Team Visma \| Lease a Bike    | Pays-Bas               | + 43 s                 |
| 4e                     | EF Education-EasyPost         | États-Unis             | + 6 min 37 s           |
| 5e                     | Tudor Pro Cycling Team        | Suisse                 | + 10 min 45 s          |
| 6e                     | Team Jayco AlUla              | Australie              | + 11 min 01 s          |
| 7e                     | Q36.5 Pro Cycling Team        | Suisse                 | + 12 min 29 s          |
| 8e                     | TDT-Unibet                    | Pays-Bas               | + 14 min 33 s          |
| 9e                     | JCL Team Ukyo                 | Japon                  | + 14 min 44 s          |
| 10e                    | UAE Team Emirates             | Émirats arabes unis    | + 20 min 09 s          |

| Classement par équipes | Classement par équipes        | Classement par équipes | Classement par équipes |
| Équipe                 | Équipe                        | Pays                   | Temps                  |
| ---------------------- | ----------------------------- | ---------------------- | ---------------------- |
| 1re                    | Lotto Dstny                   | Belgique               | 52 h 48 min 46 s       |
| 2e                     | VF Group-Bardiani CSF-Faizané | Italie                 | + 10 s                 |
| 3e                     | Team Visma \| Lease a Bike    | Pays-Bas               | + 43 s                 |
| 4e                     | EF Education-EasyPost         | États-Unis             | + 6 min 37 s           |
| 5e                     | Tudor Pro Cycling Team        | Suisse                 | + 10 min 45 s          |
| 6e                     | Team Jayco AlUla              | Australie              | + 11 min 01 s          |
| 7e                     | Q36.5 Pro Cycling Team        | Suisse                 | + 12 min 29 s          |
| 8e                     | TDT-Unibet                    | Pays-Bas               | + 14 min 33 s          |
| 9e                     | JCL Team Ukyo                 | Japon                  | + 14 min 44 s          |
| 10e                    | UAE Team Emirates             | Émirats arabes unis    | + 20 min 09 s          |

### Classement UCI
La course attribue des points au classement mondial UCI 2024 selon le barème suivant :
| Position           | 1er | 2e | 3e | 4e | 5e | 6e | 7e | 8e | 9e | 10e | 11e | 12e | 13e à 15e | 16e à 25e |
| Classement général | 125 | 85 | 70 | 60 | 50 | 40 | 35 | 30 | 25 | 20  | 15  | 10  | 5         | 3         |
| Par étape          | 14  | 5  | 3  |    |    |    |    |    |    |     |     |     |           |           |
| Leader, par étape  | 3   |    |    |    |    |    |    |    |    |     |     |     |           |           |

## Évolution des classements
| Étape              | Vainqueur          | Classement général | Classement de la montagne | Classement par points | Classement du meilleur jeune | Classement par équipes |
| ------------------ | ------------------ | ------------------ | ------------------------- | --------------------- | ---------------------------- | ---------------------- |
| 1                  | Marco Brenner      | Marco Brenner      | Manuele Tarozzi           | Marco Brenner         | Marco Brenner                | Tudor                  |
| 2                  | Diego Ulissi       | Diego Ulissi       | Manuele Tarozzi           | Diego Ulissi          | Davide De Pretto             | Visma-Lease a Bike     |
| 3                  | Koen Bouwman       | Koen Bouwman       | Manuele Tarozzi           | Koen Bouwman          | Davide De Pretto             | Lotto Dstny            |
| 4                  | Archie Ryan        | Koen Bouwman       | Manuele Tarozzi           | Koen Bouwman          | Archie Ryan                  | Lotto Dstny            |
| 5                  | Jenno Berckmoes    | Koen Bouwman       | Manuele Tarozzi           | Jenno Berckmoes       | Archie Ryan                  | Lotto Dstny            |
| Classements finals | Classements finals | Koen Bouwman       | Manuele Tarozzi           | Jenno Berckmoes       | Archie Ryan                  | Lotto Dstny            |